# Quần đảo Sangihe

Vị trí quần đảo Sangir tại Bắc Sulawesi

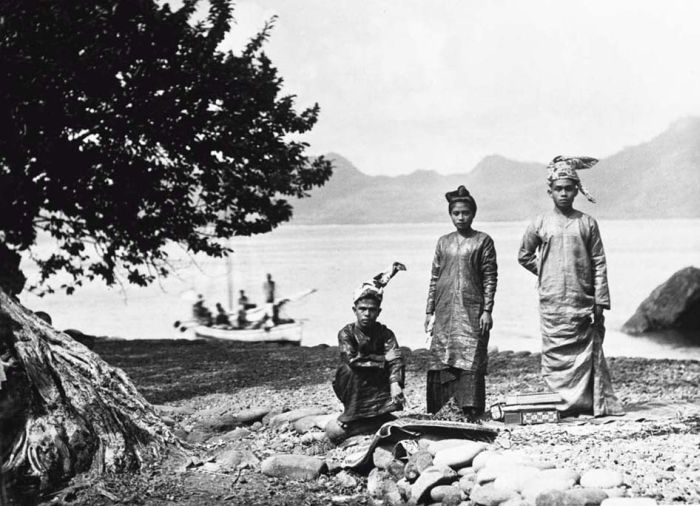
Cư dân quần đảo Sangir trong trang phục truyền thống, c. 1905

Quần đảo Sangihe (còn viết là "Sangir", "Sanghir" hoặc "Sangi") – tiếng Indonesia: Kepulauan Sangihe – là một nhóm đảo gồm hai huyện của tỉnh Bắc Sulawesi, tại phía bắc Indonesia, là huyện Quần đảo Sangihe (Kabupaten Kepulauan Sangihe) và huyện Quần đảo Sitaro (Kabupaten Siau Tagulandang Biaro). Hai huyện này nằm ở phía đông bắc của Sulawesi giữa biển Celebes và biển Molucca, gần như nằm giữa Sulawesi và đảo Mindanao của Philippines; quần đảo Sangihe tạo thành giới hạn phía đông của biển Celebes. Quần đảo có tổng diện tích 813 kilômét vuông (314 dặm vuông Anh), với nhiều đảo là các núi lửa hoạt động tích cực với đất và núi màu mỡ.
Các đảo chính của nhóm, từ bắc xuống nam, là Sangir Besar (hay đảo Sangir), Siau (hay Siao), Tahulandang và Biaro. Đảo lớn nhất là Sangir Besar và có một ngọn núi lửa đang hoạt động là Núi Awu (1.320 m). Tahuna là thị trấn và hải cảng chính, cũng là nơi có sân bay duy nhất của quần đảo là Sân bay Naha.
Khu vực này nằm dưới sự kiểm soát của Hà Lan vào năm 1677, và trở thành một phần của Indonesia khi nước này tuyên bố độc lập khỏi Hà Lan vào năm 1945.
Ngôn ngữ Sangir được nói trên các đảo; ngôn ngữ Nam Đảo này cũng được nói ở một số hòn đảo ở Philippines và ở phần cực bắc của đảo Sulawesi.
Mảng kiến tạo Sangihe được đặt tên theo vòng cung đảo và hoạt động rất tích cực.
Năm 2007, Quần đảo Sitaro (được đặt tên theo ba hòn đảo lớn nhất - đảo SIau, đảo TAgulandang và đảo BiaRO) trở thành một huyện mới sau khi tách khỏi Quần đảo Sangihe. Dân số của nhóm đảo này là 189.676 theo điều tra dân số năm 2010, bao gồm 126.133 ở Quần đảo Sangihe và 63.543 ở Quần đảo Sitaro.
Đảo Marore là một trong những điểm tọa độ thuộc Quần đảo Sangihe được sử dụng để xác định đường cơ sở của Indonesia. Nhiều  năm trước, hoạt động đánh bắt cá bất hợp pháp đã làm hỏng hệ sinh thái san hô và rừng ngập mặn. Năm 2012, san hô được phục hồi nhưng rừng ngập mặn thì chưa.